# Harry Potter och de vises sten (film)
Harry Potter och de vises sten (Harry Potter and the Philosopher’s Stone) är en brittisk film från 2001 som bygger på J.K. Rowlings bok med samma namn. Den hade premiär den 16 november 2001. Manuset är skrivet av Steve Kloves, för regin står Chris Columbus och filmen gavs ut av Warner Bros.

## Handling
Harry Potter bor hos sin kärlekslösa fosterfamilj, men får en dag ett brev som ska förändra hans liv. Han ska få börja på Hogwarts skola för häxkonster och trolldom. På vägen dit träffar han Hermione Granger och Ron Weasley som blir hans bästa vänner. Snart märker Harry att det händer någonting skumt på Hogwarts (något som är ännu skummare än trappor som flyttar på sig, tavlor som pratar och spöken som vandrar genom väggar). Harry misstänker att professor Snape (Alan Rickman) försöker stjäla något som han och Rubeus Hagrid (Robbie Coltrane) hämtade ut ur Gringotts trollkarlsbank då de besökte Diagongränden.

## Om filmen

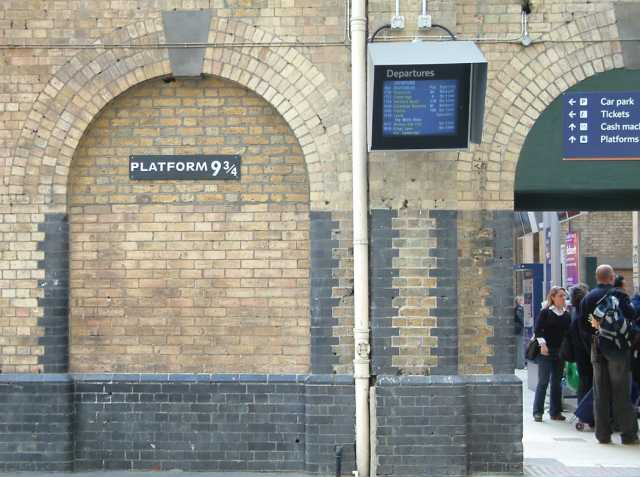
Perrong 9 3/4 på King's Cross är den plats som Harry Potter åker från, på väg till Hogwarts.

Filminspelningen startade i september 2000 på Leavesden Film Studios och avslutades i april 2001, med sista arbetet i juli. Alnwick Castle och Katedralen i Gloucester är de viktigaste platserna för inspelningarna på Hogwarts. Scenerna för Gringotts trollkarlsbank spelades in i Australia House i London. Scener spelades även in på London Zoo och King's Cross station.

## Rollista
| Roll                    | Skådespelare      | Svensk röst              |
| ----------------------- | ----------------- | ------------------------ |
| Harry Potter            | Daniel Radcliffe  | Niels Pettersson         |
| Ron Weasley             | Rupert Grint      | Jesper Adefelt           |
| Hermione Granger        | Emma Watson       | Jasmine Heikura          |
| Albus Dumbledore        | Richard Harris    | Torsten Wahlund          |
| Minerva McGonagall      | Maggie Smith      | Christina Schollin       |
| Severus Snape           | Alan Rickman      | Adam Fietz               |
| Quirinus Quirrell       | Ian Hart          | Jonas Malmsjö            |
| Lord Voldemort (röst)   | Ian Hart          | Johan Hedenberg          |
| Rubeus Hagrid           | Robbie Coltrane   | Allan Svensson           |
| Vernon Dursley          | Richard Griffiths | Lars Amble               |
| Petunia Dursley         | Fiona Shaw        | Irene Lindh              |
| Nästan huvudlöse Nick   | John Cleese       | Kristian Ståhlgren       |
| Mr Ollivander           | John Hurt         | Guy de la Berg           |
| Madam Hooch             | Zoë Wanamaker     | Anna von Rosen           |
| Argus Filch             | David Bradley     | Mikael Roupé             |
| Molly Weasley           | Julie Walters     | Susanne Barklund         |
| Oliver Wood             | Sean Biggerstaff  | Andreas Rothlin Svensson |
| Filius Flitwick         | Warwick Davis     | Dick Eriksson            |
| Dudley Dursley          | Harry Melling     | Tin Carlsson             |
| Draco Malfoy            | Tom Felton        | Lucas Krüger             |
| Fred Weasley            | James Phelps      | Leo Hallerstam           |
| George Weasley          | Oliver Phelps     | Leo Hallerstam           |
| Percy Weasley           | Chris Rankin      | Ole Ornered              |
| Ginny Weasley           | Bonnie Wright     | Jasmine Heikura          |
| Seamus Finnigan         | Devon Murray      | Emil Sjöström            |
| Dean Thomas             | Alfred Enoch      | Paulo Saka               |
| Neville Longbottom      | Matthew Lewis     | Adam Giertz              |
| Vincent Crabbe          | Jamie Waylett     | Tin Carlsson             |
| Gregory Goyle           | Joshua Herdman    | Tin Carlsson             |
| Svartalfen Griphook     | Verne Troyer      | Mikael Roupé             |
| Firenze (röst)          | Ray Fearon        | Jonas Malmsjö            |
| Sorteringshatten (röst) | Leslie Phillips   | Mikael Roupé             |